# 루키우스 무나티우스 플란쿠스

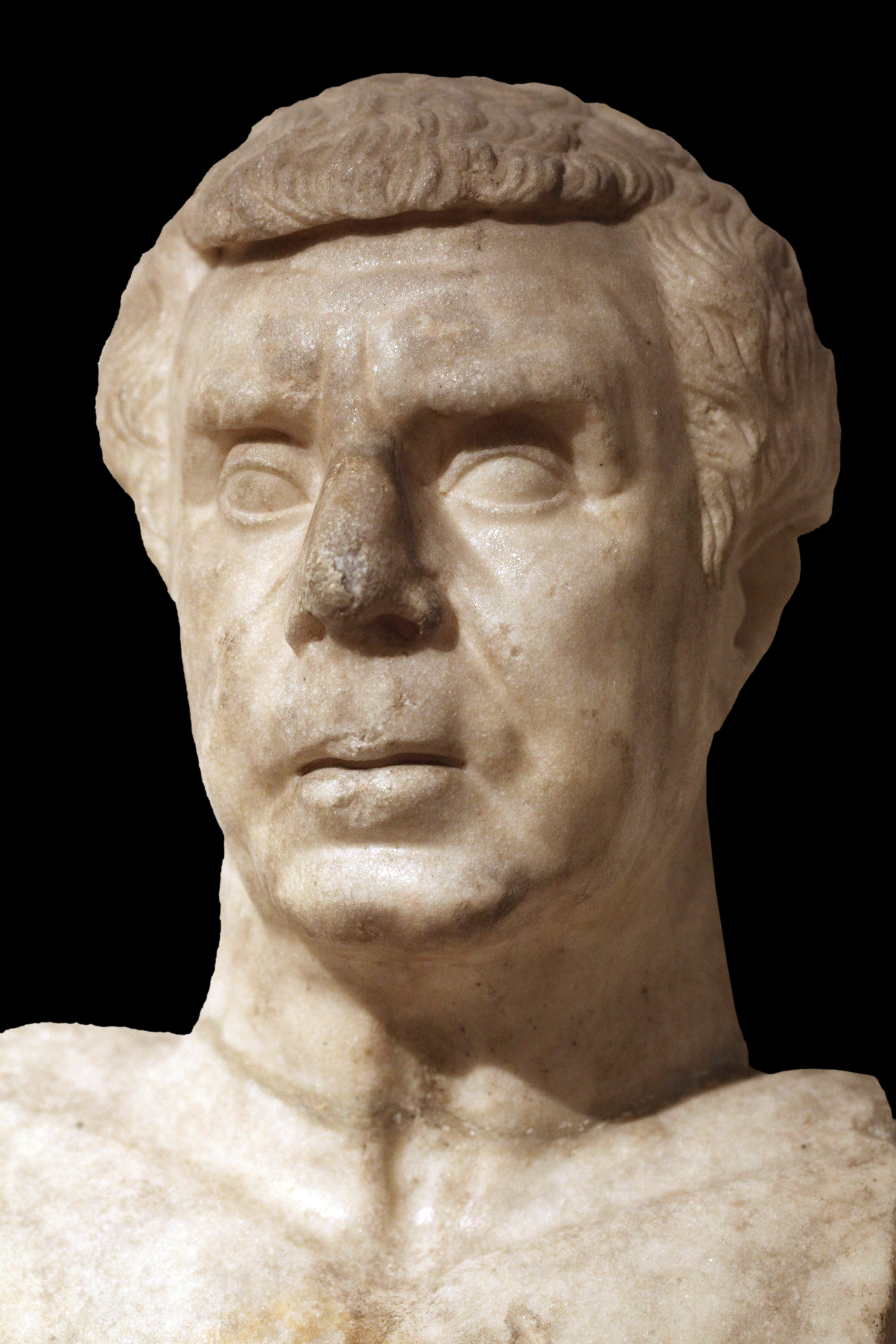

루키우스 무나티우스 플란쿠스(라틴어: Lucius Munatius Plancus, 기원전 87년 ~ 기원전 15년)는 로마 공화정 시대의 정치가, 군인이다.

## 생애
플란쿠스의 초기 경력은 불분명하고 아버지, 할아버지, 증조부의 이름이 루키우스라는 프라이노멘(이름)이라는 것 정도이다. 플란쿠스는 가이우스 율리우스 카이사르의 참모로서 그를 따라 갈리아 전쟁과 카이사르의 내전에 참전했다.
기원전 44년 3월 15일 카이사르가 암살되었을 때 플란쿠스는 갈리아 코마타의 총독으로 재직해 마르쿠스 아이밀리우스 레피두스, 마르쿠스 안토니우스, 가이우스 옥타비아누스 투리누스가 제2차 삼두정치를 결성하자 무티나에서 데키무스 유니우스 브루투스 알비누스를 포위한 마르쿠스 안토니우스를 지원하였다.
기원전 42년에는 레피두스와 함께 집정관에 취임했고, 기원전 40년에는 아시아 속주의 총독으로 부임하였다. 기원전 36년에 안토니우스가 카레 전투의 설욕을 위해 파르티아를 침공했다가 소득 없이 퇴각하자 안토니우스를 떠나 옥타비아누스에게 투항하였다.
수에토니우스에 따르면 옥타비아누스에게 아우구스투스의 칭호를 제안한 사람이라고 한다. 기원전 22년에 그는 루키우스 아이밀리우스 레피두스 파울루스와 함께 감찰관에 임명되었고 기원전 15년에 생을 마감한다.

## 같이 보기
- 갈리아 전쟁
- 카이사르의 내전